# 몰타 요리

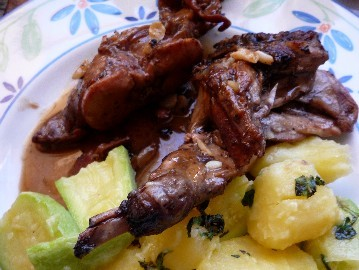
스투파트 탈페네크

몰타 요리(Malta 料理, 몰타어: kċina Maltija 크치나 말티야, 영어: Maltese cuisine 몰티즈 퀴진[*])는 남유럽에 있는 몰타의 요리이다. 스페인, 프랑스, 마그레브, 프로방스 및 다른 지중해 요리뿐만 아니라 시칠리아 및 영국의 영항을 보여준다.

## 요리와 정체성
정체성 문제와 관련하여 몰타 요리를 개발하는 경우가 많다. 
돼지고기의 인기와 다양한 요리에서의 존재는 몰타가 기독교 세계의 가장자리에 있다고 생각할 수 있다. 무슬림 요리 문화에서 금기시되는 음식을 소비하는 것은 자신을 다른 사람과 구별함으로써 자기 식별의 한 방법이 될 수 있었다. 

## 다양성

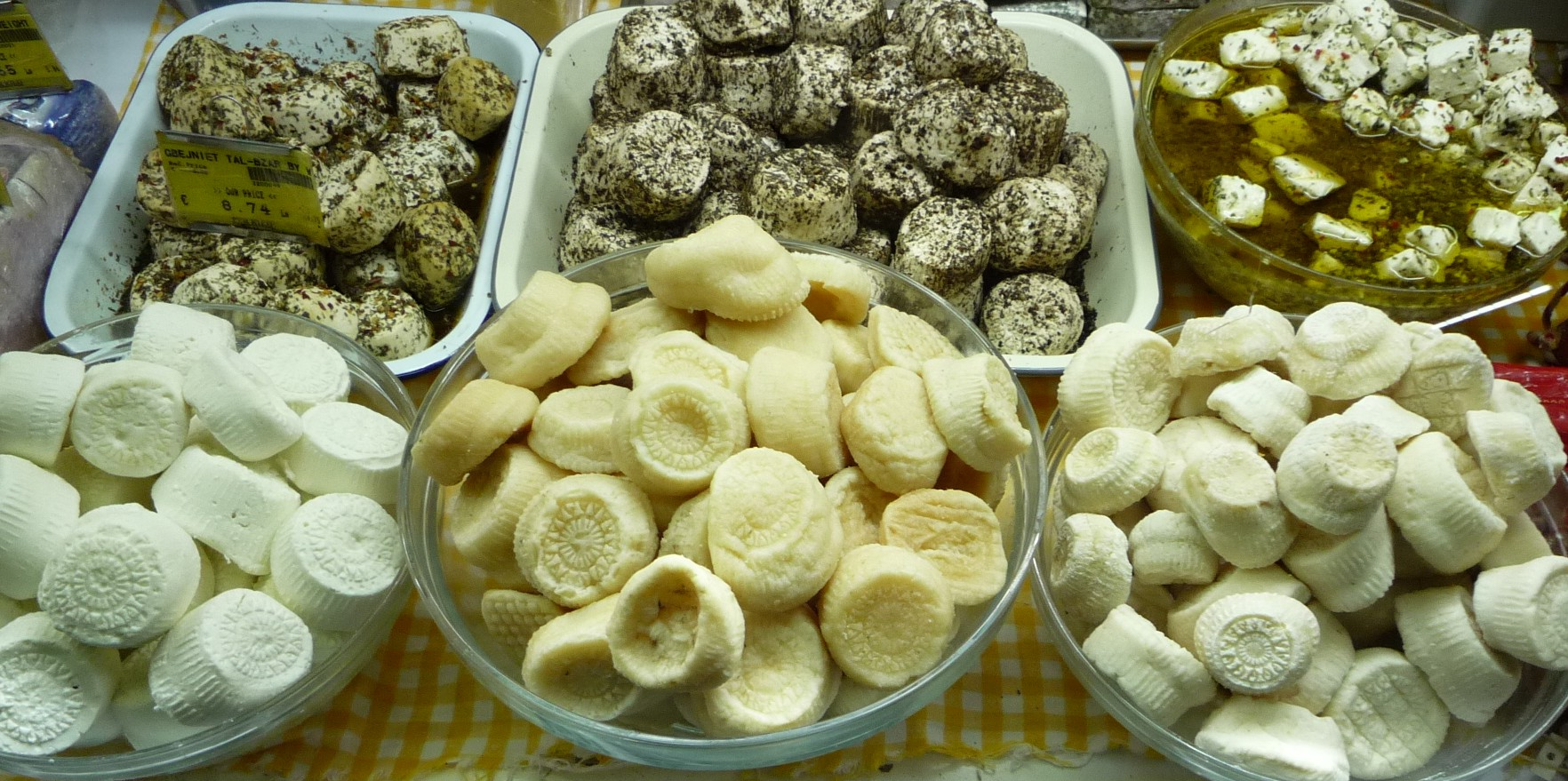
지베이나

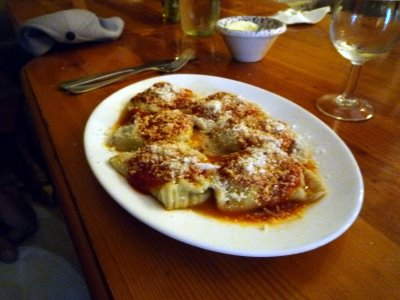

### 종교
몰타의 작은 크기에도 불구하고 약간의 지역적인 차이가 있다. 

## 같이 보기
- 아랍 요리
- 유럽 요리
- 지중해 요리